# Megarthrus depressus
Megarthrus depressus är en skalbaggsart som först beskrevs av Gustaf von Paykull 1789.  Megarthrus depressus ingår i släktet Megarthrus, och familjen kortvingar. Arten är reproducerande i Sverige.